# Gwennan Hopkins
Pour les articles homonymes, voir Hopkins.
Pas d'image ? Cliquez ici

a Compétitions nationales et continentales officielles uniquement.

b Matchs officiels uniquement.
Dernière mise à jour le 23 mars 2025.
Gwennan Hopkins, née le 14 novembre 2004 à Cardiff (pays de Galles), est une joueuse internationale galloise de rugby à XV et internationale de rugby à sept évoluant au poste de troisième ligne centre.

## Biographie
Gwennan Hopkins naît le 14 novembre 2004 à Cardiff au pays de Galles.
En 2025, elle joue pour le Gwalia Lightning.
Elle a, début 2025, cinq sélections en équipe du pays de Galles quand elle est retenue pour le Tournoi des Six Nations sous les couleurs de son pays.